# Danh sách kỷ lục và thống kê của FC Barcelona

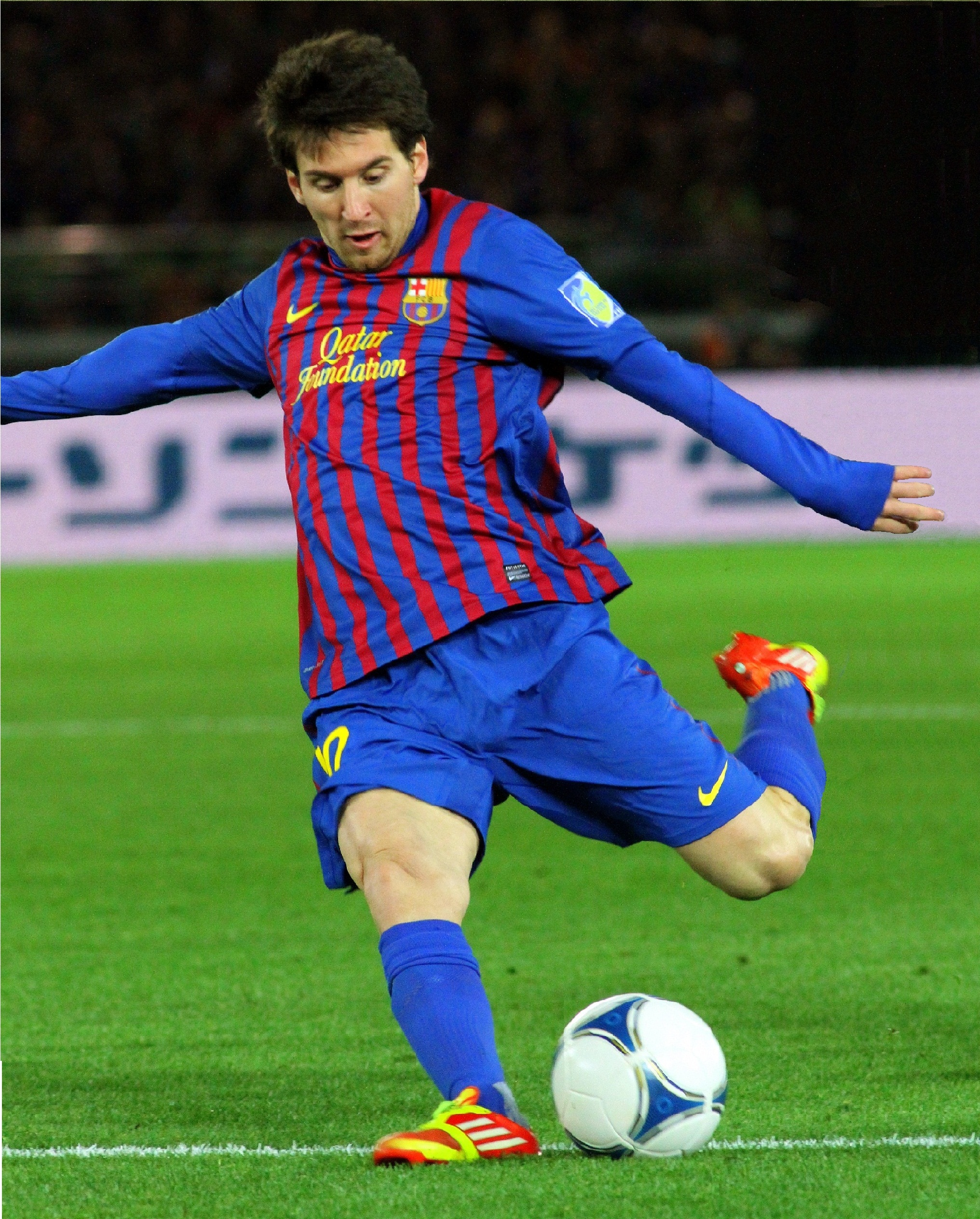
Lionel Messi là cầu thủ có thành tích xuất sắc nhất trong lịch sử Barca

Câu lạc bộ bóng đá Barcelona (F.C. Barcelona) còn được gọi gọn là Barcelona và gọi quen thuộc là Barça (Bác-xa) là câu lạc bộ bóng đá chuyên nghiệp có bề dày thành tích hàng đầu châu Âu và thế giới, tạo nên truyền thống và thương hiệu cho Barcelona, để lại dấu ấn trong người hâm mộ. Câu lạc bộ này đạt được nhiều thành tích, kỷ lục ở cả cấp câu lạc bộ và cấp độ cá nhân với những cầu thủ thi đấu cho câu lạc bộ này. Barcelona được thành lập vào năm 1899, câu lạc bộ đã trở thành một biểu tượng văn hóa xứ Catalan, do đó phương châm "Més que un club" (Hơn cả một câu lạc bộ) và tính đến nay đã gặt hái được rất nhiều thành tích.
Đây là câu lạc bộ bóng đá giàu thứ hai thế giới về doanh thu, với doanh thu hàng năm là 495 triệu euro trong mùa 2011-12. Barcelona là câu lạc bộ châu Âu duy nhất chơi bóng đá lục địa mỗi mùa kể từ năm 1955. Barcelona đã lập được nhiều kỷ lục kể từ khi thành lập, câu lạc bộ đã thiết lập một số kỷ lục ở các cuộc thi đấu chính thức và không chính thức. Trong thời gian câu lạc bộ chơi cho các cuộc thi đấu cấp khu vực cho đến khi kết thúc giải vô địch Catalan năm 1940 và đã giành được kỷ lục 23 danh hiệu.
Năm 2009, Barcelona trở thành câu lạc bộ Tây Ban Nha đầu tiên giành cú ăn ba gồm La Liga, copa del rey và UEFA Champions League, và vào năm 2015, đã trở thành câu lạc bộ đầu tiên ở châu Âu giành được cú ăn ba thứ hai. Barcelona đã ký hợp đồng với nhiều cầu thủ, lập kỷ lục thế giới về phí chuyển nhượng trong ba lần mua Johan Cruyff vào năm 1973, Diego Maradona năm 1982 và Ronaldo vào năm 1996. Các cầu thủ của câu lạc bộ đã nhận được 07 giải thưởng Cầu thủ xuất sắc nhất thế giới của FIFA, 08 giải thưởng Ballon d'Or, 04 giải Quả bóng vàng FIFA, 03 giải thưởng Cầu thủ hay nhất châu Âu của UEFA và 08 giải Chiếc giày vàng châu Âu, nhiều hơn bất kỳ câu lạc bộ nào khác.

## Thành tích

### Tập thể

#### Danh hiệu chính thức

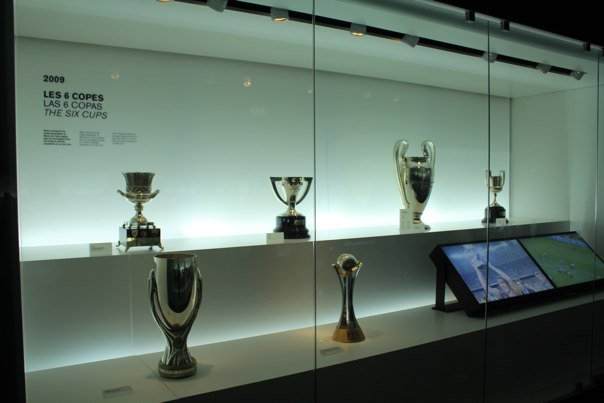
Cú ăn 6 năm 2009

Quốc gia 70 danh hiệu
- Vô địch Tây Ban Nha[1]: 28 lần

1928–29; 1944–45; 1947–48; 1948–49; 1951–52; 1952–53; 1958–59; 1959–60; 1973–74; 1984–85;
1990–91; 1991–92; 1992–93; 1993–94; 1997–98; 1998–99; 2004–05; 2005–06; 2008–09; 2009–10;
2010–11; 2012–13; 2014–15; 2015–16; 2017–18; 2018–19; 2022–23; 2024–25;
- Cúp Nhà vua Tây Ban Nha: 32 lần

1909–10; 1911–12; 1912–13; 1919–20; 1921–22; 1924–25; 1925–26; 1927–28; 1941–42; 1950–51;
1951–52; 1952–53; 1956–57; 1958–59; 1962–63; 1967–68; 1970–71; 1977–78; 1980–81; 1982–83;
1987–88; 1989–90; 1996–97; 1997–98; 2008–09; 2011–12; 2014–15; 2015–16; 2016–17; 2017–18;
2020–21; 2024–25;
- Siêu cúp Tây Ban Nha[2]: 15 lần

1983, 1991, 1992, 1994, 1996, 2005, 2006, 2009, 2010, 2011, 2013, 2016, 2018, 2023, 2025
- Cúp Liên đoàn Tây Ban Nha[3]: 2 lần

1982-1983; 1985-1986
Quốc tế 20 danh hiệu
- UEFA Champions League/Cúp C1[4]: 5 lần

1991–1992; 2005–2006; 2008–2009; 2010–2011; 2014–2015
- UEFA Cup Winners' Cup/Cúp C2[5]: 4 lần

1978–1979; 1981–1982; 1988–1989; 1996–1997
- Cúp Inter-Cities Fairs/Cúp C3: 3 lần

1958; 1960; 1966
- FIFA Club World Cup[6]: 3 lần

2009, 2011, 2015
- UEFA Super Cup/Siêu cúp bóng đá châu Âu[7]: 5 lần

1992, 1997, 2009, 2011, 2015

#### Danh hiệu khác
- Vô địch xứ Catalan: 23 lần

1901-02, 1902-03, 1904-05, 1908-09, 1909-10, 1910-11, 1912-13, 1915-16, 1918-19, 1919-20
1920-21, 1921-22, 1923-24, 1924-25, 1925-26, 1926-27, 1927-28, 1929-30, 1930-31, 1931-32
1934-35, 1935-36, 1937-38
- Cúp xứ Catalan: 6 lần

1990-91, 1992-93, 1999-00, 2003-04, 2004-05, 2006-07
- Cúp Liên đoàn xứ Catalan: 1 lần

1937-38
- Siêu cúp bóng đá xứ Catalan: 1 lần

2014
- Cúp Joan Gamper: 41 lần

1966, 1967, 1968, 1969, 1971, 1973, 1974, 1975, 1976, 1977
1979, 1980, 1983, 1984, 1985, 1986, 1988, 1990, 1991, 1992
1995, 1996, 1997, 1998, 1999, 2000, 2001, 2002, 2003, 2004
2006, 2007, 2008, 2010, 2011, 2013, 2014, 2015, 2016, 2017
2018

### Cá nhân
Quả bóng vàng FIFA: Cầu thủ đoạt giải Quả bóng vàng FIFA khi đang chơi cho F.C. Barcelona(Từ năm 2010, giải thưởng "Cầu thủ xuất sắc nhất năm của FIFA" đã sáp nhập với giải "Quả bóng vàng châu Âu" thành một giải duy nhất là giải "Quả bóng vàng FIFA". Messi là cầu thủ đầu tiên đạt giải thưởng này):
1.  2009 – Lionel Messi
2.  2010 – Lionel Messi
3.  2011 – Lionel Messi
4.  2012 – Lionel Messi
5.  2015 – Lionel Messi
6.  2019 – Lionel Messi
7.  2021 – Lionel Messi

Cầu thủ xuất sắc nhất năm của FIFA: Cầu thủ đoạt giải Cầu thủ xuất sắc nhất năm của FIFA khi đang chơi cho F.C. Barcelona:
-  1994 – Romário
-  1996 – Ronaldo
-  1999 – Rivaldo
-  2004 – Ronaldinho
-  2005 – Ronaldinho
-  2009 – Lionel Messi
-  2019 – Lionel Messi

Quả bóng vàng châu Âu: Cầu thủ đoạt giải Quả bóng vàng châu Âu khi đang chơi cho F.C. Barcelona:
| - 1960 – Luis Suárez - 1973 – Johan Cruijff - 1974 – Johan Cruijff - 1994 – Hristo Stoitchkov | - 1999 – Rivaldo - 2005 – Ronaldinho - 2009 – Lionel Messi |

Chiếc giày vàng châu Âu: Cầu thủ đoạt giải Chiếc giày vàng châu Âu khi đang chơi cho F.C. Barcelona:
-  1997 – Ronaldo
-  2010 – Lionel Messi
-  2012 – Lionel Messi
-  2013 – Lionel Messi
- 2016 – Luis Suárez
-  2017 – Lionel Messi
-  2018 – Lionel Messi
-  2019 – Lionel Messi

Cầu thủ xuất sắc nhất năm của La Liga: Cầu thủ đoạt giải Trofeo Alfredo di Stéfano khi đang chơi cho F.C. Barcelona:
-  2009 – Lionel Messi
-  2010 – Lionel Messi
-  2011 – Lionel Messi
-  2015 – Lionel Messi
-  2017 – Lionel Messi
-  2018 – Lionel Messi
-  2019 – Lionel Messi
-  2023 - Marc-André ter Stegen

Pichichi (Vua phá lưới La Liga): Cầu thủ đoạt giải Pichichi khi đang chơi cho F.C. Barcelona
| - 1942-43 – Mariano Martín (32 bàn) - 1948-49 – César Rodríguez Álvarez (28 bàn) - 1964-65 – Cayetano Ré (25 bàn) - 1970-71 – Carles Rexach (17 bàn) - 1978-79 – Hans Krankl (29 bàn) - 1980-81 – Quini (20 bàn) - 1981-82 – Quini (26 bàn) - 1993-94 – Romário (30 bàn) - 1996-97 – Ronaldo (34 bàn) - 2005-06 – Samuel Eto'o (26 bàn) | - 2009-10 – Lionel Messi (34 bàn) - 2011-12 – Lionel Messi (50 bàn) - 2012-13 – Lionel Messi (46 bàn) - 2015-16 – Luis Suárez (40 bàn) - 2016-17 – Lionel Messi (37 bàn) - 2017-18 – Lionel Messi (34 bàn) - 2018-19 – Lionel Messi (36 bàn) - 2019-20 – Lionel Messi (25 bàn) - 2020-21 – Lionel Messi (30 bàn) - 2022-23 – Robert Lewandowski (23 bàn) |

## Kỷ lục
- Thắng 16 trận liên tiếp ở giải vô địch bóng đá Tây Ban Nha mùa giải 2010/2011.
- Cầu thủ ghi bàn xuất sắc nhất mọi thời đại của CLB: Lionel Messi-người Argentina. Messi đã ghi được 504 bàn sau hơn 600 trận đấu
- Cầu thủ thi đấu nhiều nhất cho Barça: Xavi, 767 trận (1998-2015).
- "Pichichi" ghi nhiều bàn thắng nhất: Lionel Messi 50 bàn mùa bóng 2011-2012.
- Cầu thủ được mua đắt nhất: Coutinho đến từ Liverpool với giá 160 triệu Euro.
- Cầu thủ được bán đắt nhất: Neymar đến PSG với giá lên đến 222 triệu Euro.
- Cầu thủ trẻ nhất vượt qua cột mốc 300 trận cho Barça: Xavi (vào lúc 25 tuổi và 8 tháng).
- Barça là CLB duy nhất chưa từng vắng mặt ở các cúp châu Âu kể từ khi giải này được khởi tranh (1955).
- Cùng với Bayern München, Ajax Amsterdam và Juventus là bốn CLB đã từng giành được cả ba chiếc cúp châu Âu (C1, C2, C3).
- Cùng với Real Madrid và Athletic Bilbao là ba CLB của Liga chưa từng phải xuống hạng nhì.
- Barça cũng là đội đang giữ kỷ lục có số trận thắng liên tiếp nhiều nhất ở Champions League: 11 trận tại mùa bóng 2002-2003.
- Giáo hoàng quá cố John Paul II là thành viên mang thẻ số 108.000 của CLB.
- Barça là CLB Tây Ban Nha sở hữu nhiều "Quả bóng vàng châu Âu" nhất: Suárez (1960), Cruyff (1973,1974), Stoichkov (1994), Ronaldo (1997), Rivaldo (1999), Figo (2000), Ronaldinho (2005), Messi (2009, 2010, 2011, 2012, 2015)
- Barça là CLB sở hữu nhiều cầu thủ "Xuất sắc nhất thế giới của FIFA": Romário (1994), Ronaldo (1996, 1997), Rivaldo (1999), Ronaldinho (2004, 2005), Messi (2009, 2010, 2011, 2012, 2015).
- Messi trở thành cầu thủ đầu tiên đoạt giải thưởng "Quả bóng vàng FIFA" - năm 2010 (từ năm 2010, giải thưởng "Quả bóng vàng châu Âu" và giải thưởng "Cầu thủ xuất sắc nhất FIFA" được gộp chung lại thành "Quả bóng vàng FIFA").
- Barça cũng là CLB có nhiều cầu thủ từng đoạt danh hiệu "Chiếc giày vàng châu Âu" nhất: Krankl (1979), Stoichkov (1990), Pizzi (1996), Ronaldo (1997), Lionel Messi (2010,2012,2013).
- Barça là CLB Tây Ban Nha đầu tiên đạt "cú ăn ba" trong mùa giải 2008-2009 với 3 chiếc cúp: La Liga, Copa del Rey, Champion League.
- Barça là CLB đầu tiên trên thế giới đoạt được 6 chiếc cúp (mức tối đa ở Tây Ban Nha) trong năm 2009 bao gồm: La Liga, Copa del Rey, Champion League, Siêu cúp TBN, Siêu cúp châu Âu, Cúp thế giới CLB.
- Barça là CLB vô địch với số điểm kỉ lục 100 điểm/38 vòng đấu (kỉ lục tại La Liga) trong mùa giải 2012/2013.
- Barça đoạt kỷ lục buồn trong mùa 2012/2013 giải Champions League vòng bán kết khi thua FC Bayern München 7 bàn trắng (4 quả trận đi, và 3 bàn tại sân nhà).
- Barça lập kỉ lục sau khi kết thúc mùa 2014/2015 khi là câu lạc bộ duy nhất trên thế giới 2 lần đạt cú ăn ba và cũng tại mùa giải đó, Barça đã đánh bại cả châu Âu khi xuất sắc vượt qua các nhà Đương kim vô địch ở các giải đấu khác như Manchester City, PSG, Bayern München, và Juventus.

### Kỷ lục về bàn thắng và số lần khoác áo:
Danh sách cầu thủ ghi bàn nhiều nhất cho Barca:
| Hạng | Cầu thủ           | Quốc tịch   | Giai đoạn           | Bàn thắng chính thức | Số trận | Ref.          |
| ---- | ----------------- | ----------- | ------------------- | -------------------- | ------- | ------------- |
| 1    | Lionel Messi      | Argentina   | 2004–2021           | 672                  | 778     | [ 13 ]        |
| 2    | Paulino Alcántara | Philippines | 1912–1916 1918–1927 | 395                  | 399     | [ 14 ]        |
| 3    | César Rodríguez   | Spain       | 1942–1955           | 232                  | 351     | [ 15 ]        |
| 4    | Luis Suárez       | Uruguay     | 2014–2020           | 198                  | 283     | [ 17 ] [ 18 ] |
| 5    | László Kubala     | Spain       | 1950–1961           | 194                  | 281     | [ 19 ]        |
| 6    | Josep Samitier    | Spain       | 1919–1932           | 184                  | 360     | [ 20 ]        |
| 7    | Josep Escolà      | Spain       | 1934–1949           | 167                  | 236     | [ 21 ]        |
| 8    | Samuel Eto'o      | Cameroon    | 2004–2009           | 130                  | 199     | [ 24 ] [ 25 ] |
| 8    | Rivaldo           | Brasil      | 1997–2002           | 130                  | 235     | [ 26 ]        |
| 10   | Mariano Martín    | Spain       | 1940–1948           | 128                  | 214     | [ 27 ]        |

Danh sách cầu thủ ra sân khoác áo nhiều nhất cho Barca:
| #  | Quốc tịch   | Tên             | Giai đoạn | Số trận | Tính cả giao hữu |
| -- | ----------- | --------------- | --------- | ------- | ---------------- |
| 1  | Argentina   | Lionel Messi    | 2004-2021 | 778     | 778++            |
| 2  | Tây Ban Nha | Xavi Hernández  | 1998-2015 | 767     | 867              |
| 3  | Tây Ban Nha | Andrés Iniesta  | 2002-2018 | 674     | 674++            |
| 4  | Tây Ban Nha | Carles Puyol    | 1999-2014 | 593     | 724              |
| 5  | Tây Ban Nha | Migueli         | 1973-1989 | 549     | 664              |
| 6  | Tây Ban Nha | Víctor Valdés   | 2002-2014 | 535     | 639              |
| 7  | Tây Ban Nha | Sergio Busquets | 2008-nay  | 522     | 522              |
| 8  | Tây Ban Nha | Gerard Piqué    | 2008-nay  | 457     | 457              |
| 9  | Tây Ban Nha | Carles Rexach   | 1965-1981 | 449     | 656              |
| 10 | Tây Ban Nha | Guillermo Amor  | 1988-1998 | 421     | 550              |

Cầu thủ vô địch thế giới: Đã có 11 cầu thủ từng vô địch thế giới trong thời gian khoác áo FC Barcelona, ngoài Romário và Rivaldo (vô địch thế giới cùng Brasil) cùng Samuel Umtiti và Ousmane Dembélé (vô địch thế giới cùng Pháp), các cầu thủ còn lại đều vô địch thế giới khi khoác áo đội tuyển Tây Ban Nha:
| - Romário (World Cup 1994) - Rivaldo (World Cup 2002) - Carles Puyol (World Cup 2010) - Xavi (World Cup 2010) - Andrés Iniesta (World Cup 2010) | - Gerard Piqué (World Cup 2010) - Víctor Valdés (World Cup 2010) - Sergio Busquets (World Cup 2010) - Pedro (World Cup 2010) - Samuel Umtiti (World Cup 2018) - Ousmane Dembélé (World Cup 2018) |

Cầu thủ vô địch châu Âu: Đã có 11 cầu thủ từng vô địch châu Âu trong thời gian khoác áo FC Barcelona, tất cả các cầu thủ đều vô địch châu Âu cùng đội tuyển Tây Ban Nha vào các năm 1964, 2008 và 2012:
| - Jesús María Pereda (Euro 1964) - Josep Fusté (Euro 1964) - Fernando Olivella (Euro 1964) - Carles Puyol (Euro 2008) - Xavi (Euro 2008 và Euro 2012) - Andrés Iniesta (Euro 2008 và Euro 2012) - Gerard Piqué (Euro 2012) - Pedro Rodríguez (Euro 2012) - Cesc Fàbregas (Euro 2012) - Víctor Valdés (Euro 2012) - Sergio Busquets (Euro 2012) |